# Villa Unión (La Rioja)

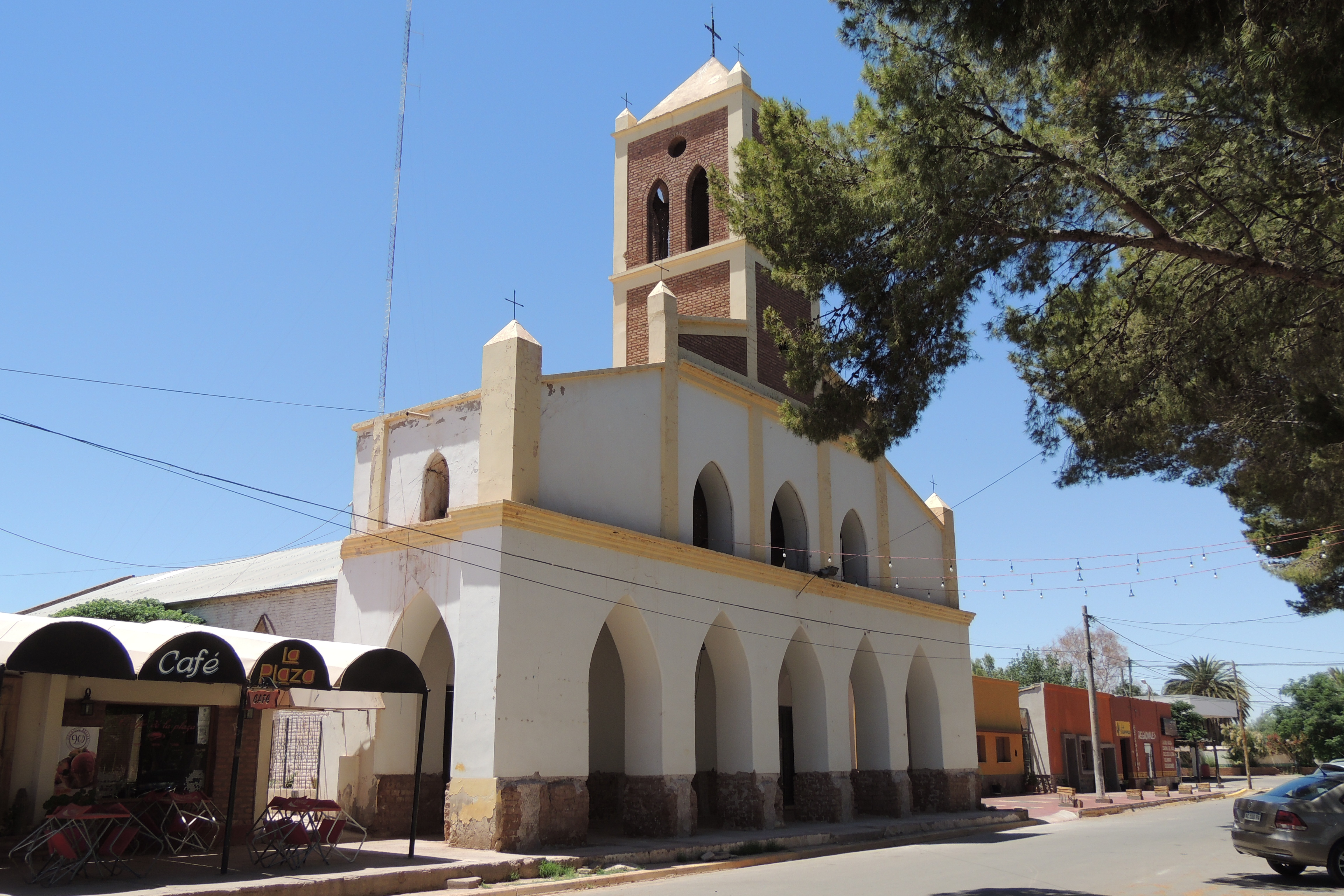
Paróquia Nossa Senhora do Rosário, Villa Union, La Rioja, Argentina

Villa Unión é uma cidade da Argentina, localizada na província de La Rioja